# Samuel Dakin
Samuel Dakin (4 september 1996) is een Nieuw-Zeelands baanwielrenner gespecialiseerd in de sprintonderdelen. Dakin behaalde een derde plaats tijdens de Oceanische kampioenschappen baanwielrennen op de teamsprint in 2018 en 2019 en op de keirin in 2018. Hij nam in 2021 en 2024 deel aan de Olympische Zomerspelen.

## Palmares
| Jaar     | N-ZK                                     | OK                                 | WK                    | Overig                                                   |
| Junioren | Junioren                                 | Junioren                           | Junioren              | Junioren                                                 |
| -------- | ---------------------------------------- | ---------------------------------- | --------------------- | -------------------------------------------------------- |
| 2014     | keirin                                   |                                    |                       |                                                          |
| Elite    |                                          |                                    |                       |                                                          |
| 2015     | 10e keirin 10e sprint                    |                                    |                       |                                                          |
| 2016     | 10e keirin                               | 6e 1km tijdrit 10e keirin          |                       |                                                          |
| 2017     | keirin · 5e 1km tijdrit · 8e sprint      | 6e teamsprint                      |                       |                                                          |
| 2018     | sprint · 1km tijdrit · keirin teamsprint | keirin · teamsprint                |                       |                                                          |
| 2019     |                                          | teamsprint · 8e sprint · 9e keirin |                       |                                                          |
| 2020     | sprint                                   |                                    | 16e 1km tijdrit       |                                                          |
| 2021     | keirin · sprint                          |                                    |                       | Olympische Spelen: 7e teamsprint                         |
| 2022     | keirin · sprint                          | teamsprint · 5e keirin · 9e sprint |                       | Gemenebestspelen: · teamsprint · 10e keirin · 10e sprint |
| 2023     |                                          | 4e keirin                          | 13e keirin 28e sprint |                                                          |
| 2024     | keirin · sprint                          | keirin · 5e sprint                 |                       | Olympische Spelen: 8e keirin 17e sprint                  |